# Villeroy (Somme)
 Villeroy  es una población y comuna francesa, en la región de Picardía, departamento de Somme, en el distrito de Amiens y cantón de Oisemont.

## Demografía
| 247 | 242 | 218 | 205 | 210 | 216 |
| Para los censos de 1962 a 1999 la población legal corresponde a la población sin duplicidades (Fuente: INSEE [Consultar]) |     |     |     |     |     |